# Ел Кенеди
Ел Кенеди (на английски: Elle Kennedy) е канадска авторка на бестселъри в жанр съвременен и паранормален любовен роман.

## Биография
Тя получава бакалавърска степен по английски език от Йоркския университет през 2005 г. Има множество заглавия в списъците на бестселърите на USA Today, The New York Times и The Wall Street Journal. Нейната изключително популярна поредица Off-Campus се появява в множество списъци с бестселъри.

### СерияOff-Campus
1. The Deal (2015)[1]
Сделката, изд. „Сиела“, София (2021), прев. Цветана Генчева
2. The Mistake (2015)
Грешката, изд. „Сиела“, София (2021), прев. Цветана Генчева
3. The Score (2016)
Свалката, изд. „Сиела“, София (2022), прев. Цветана Генчева
4. The Goal (2016)
В целта, изд. „Сиела“, София (2022), прев. Цветана Генчева
5. The Legacy (2021)
Наследството, изд. „Сиела“, София (2022), прев. Цветана Генчева

#### СерияBriar U(спиноф наOff-Campus)
1. The Chase (2018)[1]Преследването - изд. "Сиела" София (2023) прев. Цветана Ганчева
2. The Risk (2019)
3. The Play (2019)
4. The Dare (2020)

### Серия „Убийствени инстинкти“ (Killer Instincts)
1. Midnight Rescue (2012)[1]
2. Midnight Alias (2013)
3. Midnight Games (2013)
4. Midnight Pursuits (2014)
5. Midnight Action (2014)
6. Midnight Captive (2015)
7. Midnight Revenge (2016)
8. Midnight Target (2017)

### Серия „Извън униформа“ (Out of Uniform)
1. Heat of the Moment (2008)[1]
2. Heat of Passion (2009)
3. Heat of the Storm (2009)
4. Heat it Up (2010)
5. Heat of the Night (2010)
6. The Heat is On (2011)
7. Feeling Hot (2012)
8. Getting Hotter (2012)

### Серия „Него“ (Him) – съсСарина Боуен
1. Him (2016)[1]
2. Us (2017)